# Калькфельд
Калькфельд — поселение в Намибии, находящееся примерно в 65 километрах к юго-западу от Очиваронго, и в 35 км к юго-востоку от горы Этжо. Через поселение проходит автострада C33, соединяющая города Очиваронго и Омаруру.
В колониальное время Калькфельд был важным пунктом погрузки крупного рогатого скота. В настоящее время в поселении имеется три учреждения для получения начального образования.

## Следы динозавров
Примерно в 29 километрах от Калькфельда в XX веке были обнаружены две группы ихнофоссилий, сделанных динозаврами около 190 миллионов лет назад в мягкой почве.
Территория, где находятся следы, сейчас принадлежит гостевой ферме Очихенамапареро. В 1951 году следы в Очихенамапареро были признаны Объектом Национального Наследия Намибии Советом Национального Культурного Наследия Намибии, и с этого времени находятся под охраной.

## Образовательные учреждения
- G.K. Wahl Primary School
- Kalkfeld Primary School
- Mount Etjo Priv. Primary School